# Peggle Nights
Peggle Nights — казуальная игра в жанре головоломки, разработанная студией PopCap Games и выпущенная для платформ Windows, Mac OS X, Xbox Live Arcade и iPhone в 2008 году. Игра является сиквелом игры Peggle, выпущенной в 2007 году.
В Xbox Live Arcade-версии игры Peggle, дополнение Nights сделано в виде загружаемого контента и было выпущено 18 ноября 2009 года по цене 400 Microsoft Points.
В iPhone-версии игры получить дополнение Nights можно посредством In-App Purchase. Дополнение было выпущено 4 октября 2010 года по цене в 99 центов.

## Геймплей
Геймплей Peggle Nights остался почти таким же, как и в оригинальной игре, однако были добавлены дополнительные виды выстрелов (например, от стены), а действие игры теперь происходит в тёмное время суток.
В данной версии игры добавлено 60 новых уровней, 60 дополнительных состязаний и новый мастер. 
Marina the Electric Squid (Марина Электрический кальмар). Суперсила - Electrobolt. Мощный заряд электричества, который выбивает все блоки разрядом молнии в пространстве между корзиной внизу экрана и верхним блоком, куда направлялся выстрел. Действует 1 ход.
По состоянию на январь 2010 года, было выпущено три дополнения: праздничная тема, весенняя тема и набор уровней, основанный на фанатских рисунках.

## Отзывы
| Сводный рейтинг       | Сводный рейтинг |
| Агрегатор             | Оценка          |
| --------------------- | --------------- |
| GameRankings          | 76,38 %         |
| Metacritic            | 76/100 (PC)     |
| Иноязычные издания    |                 |
| Издание               | Оценка          |
| 1UP.com               | 91/100          |
| Eurogamer             | 6/10            |
| GameRevolution        | B+              |
| IGN                   | 8,4             |
| Русскоязычные издания |                 |
| Издание               | Оценка          |
| Absolute Games        | 70 %            |

Игра получила положительные отзывы критиков. Сайт Metacritic на основании 15 рецензий поставил PC-версии игры оценку 76 баллов из 100. Сайт Game Rankings на основании 13 рецензий поставил игре оценку 76,38 %.
Летом 2018 года, благодаря уязвимости в защите Steam Web API, стало известно, что точное количество пользователей сервиса Steam, которые играли в игру хотя бы один раз, составляет 181 811 человек.